# Гутыря, Виктор Степанович
Виктор Степанович Гуты́ря (11 сентября 1910, Синявка-Сити, Ростовская область — 21 октября 1983, Киев) — советский нефтехимик.

## Биография
Родился 29 августа (11 сентября) 1910 года в селе Синявское (ныне Неклиновский район, Ростовская область. Окончил в 1932 году АзИН. Кандидат химических наук (1938). Доктор химических наук (1948). Профессор (1948). В 1932—1959 годах работал в АзИИ, в 1959—1963 годах — в Институте химии полимеров и мономеров АН УССР. Академик АН Азербайджанской ССР (1949), член-корреспондент АН СССР (1953), академик АН УССР (1961). Член ВКП(б) с 1940 года.
В 1963—1974 годах — вице-президент АН УССР, с 1974 года — работает в Институте физико-органической химии и углехимии АН УССР.
Основные труды посвящены исследованию нефти месторождений Азербайджана и Украины и разработке каталитических процессов превращения углеводородов.
Исследовал процессы каталитического крекинга и синтеза алюмосиликатных катализаторов, впервые сформулировал общие положения о специфических особенностях катализа на цеолитах.
Скончался 21 октября 1983 года. Похоронен в Киеве на Байковом кладбище.

## Награды и премии
- два ордена Ленина
- орден Октябрьской революции
- орден Трудового Красного Знамени
- орден «Знак Почёта»
- медали
- Сталинская премия второй степени (1942) — за разработку и внедрение в промышленность метода увеличения выработки авиабензинов на действующих установках и заводах
- премия АН УССР имени Л. В. Писаржевского (1976)

## Ссылка
- Профессионалы отрасли
- Ордена